# Deraźne
Deraźne (ukr. Деражне, Derażne) – wieś na Ukrainie, w rejonie kostopolskim obwodu rówieńskiego. Liczy 2102 mieszkańców (rok 2001).

## Historia
Deraźne założono w 1577 r. W 1624 roku książę Janusz Ostrogski ufundował tu kościół pw. Świętej Trójcy. Zostało doszczętnie zniszczone podczas powstania Chmielnickiego. Prywatne miasto szlacheckie Dereźne, położone w województwie wołyńskim, w 1739 roku należało do klucza Stepań Lubomirskich.
W II Rzeczypospolitej miejscowość była siedzibą gminy wiejskiej Deraźne w powiecie rówieńskim, a od 1 stycznia 1925 r. kostopolskim województwa wołyńskiego. Większość mieszkańców Deraźnego stanowili wówczas Żydzi – 624 osoby w 1921 roku.
We wrześniu 1939 roku zajęte przez Armię Czerwoną. We wsi Deraźne do niewoli sowieckiej trafiła przyszła ofiara zbrodni katyńskiej – kontradmirał Xawery Czernicki. 28 czerwca 1941 roku rozpoczęła się w Deraźnem okupacja niemiecka. Niemcy założyli w Deraźnem posterunek ukraińskiej policji, który stosował wobec żydowskich i polskich mieszkańców miasteczka różne szykany. 5 października 1941 roku okupant zorganizował dla Żydów w Deraźnem getto, które następnie zlikwidował 24 sierpnia 1942 roku. Niemcy i policja ukraińska rozstrzelały Żydów w lasach pod Kostopolem
Polscy mieszkańcy miasteczka także byli poddani eksterminacji przez okupanta niemieckiego oraz nacjonalistów ukraińskich. W czasie wojny zginęło w Deraźnem około 70 Polaków, końca okupacji niemieckiej doczekała jedynie jedna rodzina.
W 2010 roku w Deraźnem bojownikom UPA postawiono pomnik.